# Tiroteo en el juego de béisbol del Congreso de 2017
El tiroteo en el juego de béisbol del Congreso de 2017 se produjo el 14 de junio de 2017 en Alexandria, Virginia, cuando un hombre abrió fuego contra varios miembros republicanos del Congreso de los Estados Unidos y sus empleados, que estaban practicando para el juego anual de béisbol del Congreso para la caridad, programado para el día siguiente.
James Thomas Hodgkinson, de Belleville, Illinois, disparó a cuatro personas, entre ellas al coordinador de la Mayoría de la Cámara Steve Scalise de Luisiana, un asistente del Congreso, un cabildero y uno de los oficiales de la policía del Capitolio asignados para proteger a Scalise. Un tiroteo de diez minutos se produjo entre Hodgkinson y oficiales de la Policía del Capitolio y la Policía de Alexandria. Uno de los oficiales disparó a Hodgkinson, quien más tarde murió de sus heridas. Scalise y el cabildero están en condición crítica después de someterse a una cirugía en el MedStar Washington Hospital Center en Washington D. C..
Scalise fue el primer miembro del Congreso en sufrir un atentado desde que la representante de Arizona Gabrielle Giffords fue baleada en 2011.

## Antecedentes
El atentado tuvo lugar en el Eugene Simpson Stadium Park en Alexandria, Virginia (cerca de Washington D. C.), donde 20 a 25 congresistas republicanos se reunieron para practicar el Juego de Béisbol del Congreso, que se celebraría al día siguiente, el 15 de junio. Es un evento benéfico, que se jugó por primera vez en 1909, y que se celebra anualmente en el Nationals Park desde el año 2008. El coordinador de la mayoría republicana en la Cámara de Representantes Steve Scalise, los senadores Rand Paul y Jeff Flake y los representantes Roger Williams, Chuck Fleischmann, Ron DeSantis, Mo Brooks, Brad Wenstrup, Rodney Davis, Jeff Duncan, y Joe Barton (el mánager del equipo) estaban en la práctica.
Antes del partido, los republicanos celebraban prácticas a la misma hora y lugar cada mañana.
Después de abandonar la práctica y antes del tiroteo, los representantes DeSantis y Duncan fueron abordados por un hombre que preguntó si eran republicanos o demócratas los que estaban en el campo. Se informó que Duncan respondió que era el equipo republicano. DeSantis más tarde dijo a periodistas que tanto él como Duncan creen que el individuo era «el mismo individuo que la policía ha identificado [como el atacante]».
Tres policías del Capitolio estuvieron presentes en la práctica para proteger a Scalise. Debido a su posición de liderazgo, Scalise es asignado un detalle de seguridad para protegerlo.

## Atentado
El equipo comenzó su práctica alrededor de 6:30 a. m. hora del este. El juego de práctica había estado en marcha durante aproximadamente media hora cuando el asaltante comenzó a disparar. Según la policía de Capitol Hill, estaba armado con un fusil semiautomático de 7,62 mm y una pistola de 9 mm, que aparentemente había comprado legalmente.
Los oficiales de la Policía del Capitolio habían sido colocados detrás del dugout de la primera base. Cuando Hodgkinson abrió fuego, dos de los oficiales, David Bailey y Crystal Griner, se precipitaron al campo para proteger a los políticos. Un tercer oficial de la Policía del Capitolio, Henry Cabrera, apuntó al tirador por detrás de la base de la primera base, mientras que el tirador se agachó detrás de la tercera base del dugout.
A las 7:09 de la mañana, la Policía de Alexandria recibió un informe del 911 de disparos. Dos agentes de policía llegaron en tres minutos y también se involucraron en un intercambio de disparos con Hodgkinson. Testigos estimaron que entre 50 a 100 tiros fueron disparados durante el tiroteo, que duró cerca de 10 minutos antes de que Hodgkinson recibiera un disparo por un oficial de policía del Capitolio. Scalise, que estaba en la segunda base cuando comenzó el tiroteo, recibió un disparo en la cadera y trató de arrastrarse fuera del campo. Mientras el tiroteo seguía ocurriendo, el representante Brooks usó su cinturón como torniquete para ayudar a detener el sangrado de un empleado que había recibido un disparo en la pantorrilla. Después de que el tiroteo terminó, Brooks y el representante Wenstrup - podólogo y cirujano de combate - pudieron ayudar a Scalise.
Varios testigos dijeron que sus vidas fueron salvadas por la presencia de la Policía del Capitolio, que estaban allí debido a la posición de Scalise como el coordinador de la Mayoría. La Policía del Capitolio inmediatamente mantuvo a Hodgkinson contra el suelo, lo que le impidió continuar disparando contra los jugadores de béisbol desarmados. El representante Davis y el senador Paul dijeron por separado que, sin la presencia de los oficiales, el incidente «habría sido una masacre».

## Heridos

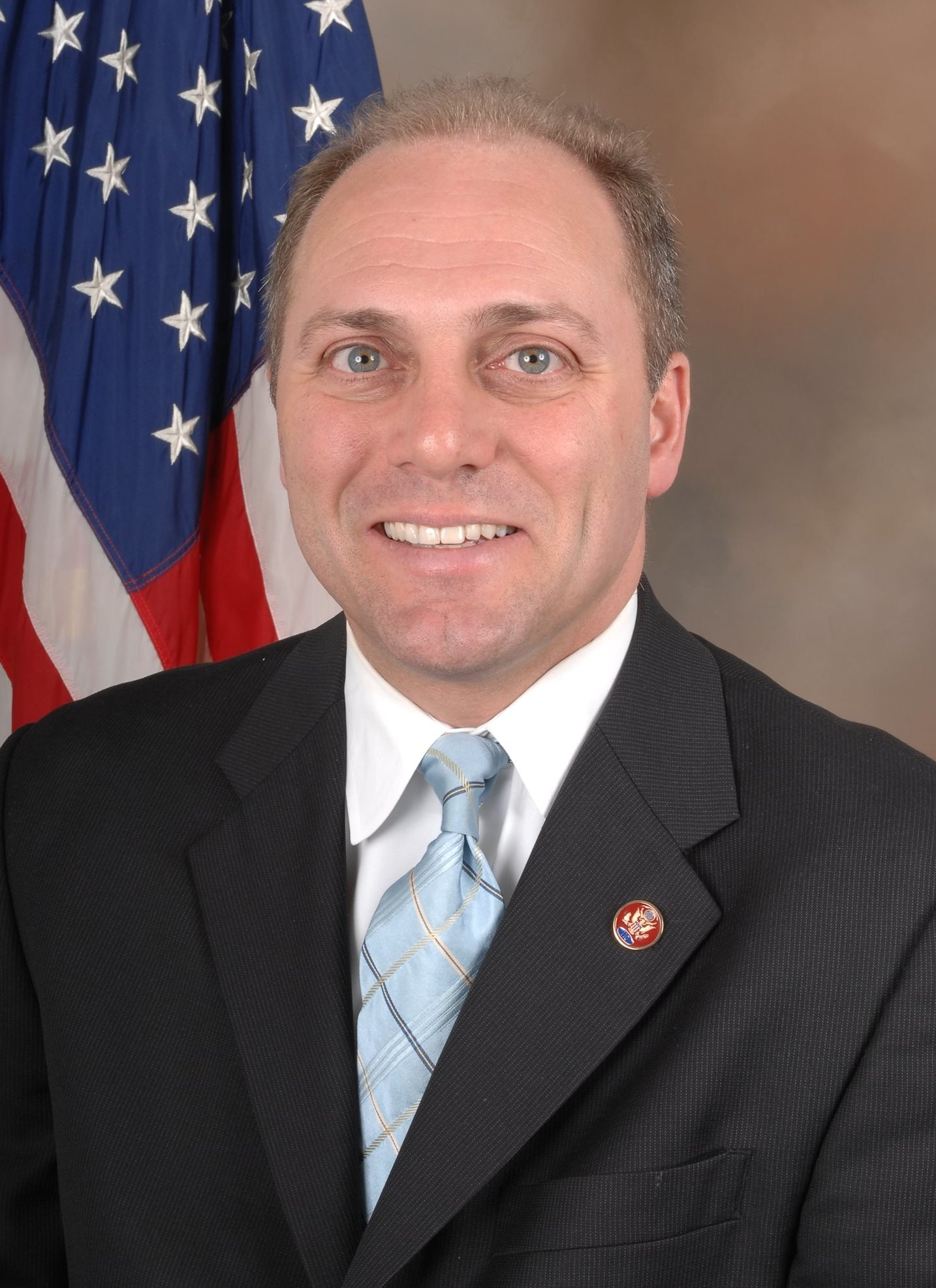
Steve Scalise, una de las víctimas.

Scalise recibió un disparo en la cadera y fue evacuado por helicóptero médico a un hospital local, donde fue operado. Inicialmente se informó que se encontraba en condición estable con lesiones que no amenazaban la vida. Sin embargo, se informó más tarde ese día que estaba en estado crítico. MedStar Washington Hospital Center informó más tarde que después de que la bala golpeó la cadera de Scalise, viajó a través de su pelvis, fracturando huesos, lesionando órganos internos y causando sangrado severo. Recibió múltiples transfusiones de sangre, y se sometió a un procedimiento adicional para detener la hemorragia. El 15 de junio, se mantuvo en estado crítico después de someterse a una tercera cirugía, pero el hospital dijo que había «mejorado en las últimas 24 horas».
Matt Mika, un cabildero de Tyson Foods, fue baleado varias veces en el pecho. Sufrió lesiones en sus pulmones y esternón, así como costillas rotas. Se informó que se encontraba en estado crítico después de la cirugía. Es un exjugador de béisbol y exasistente legislativo para los congresistas Tim Walberg y Dave Camp, ambos representantes republicanos de Míchigan. Al día siguiente del tiroteo, se informó que Mika pasó de condición crítica a seria.
David Bailey y Crystal Griner, dos de los agentes de la Policía del Capitolio designados para proteger a Scalise, fueron heridos. Griner recibió un disparo en el tobillo y fue hospitalizada en lo que se describió como una buena condición. Bailey fue tratado y dado de alta después de sostener una herida menor no causada por los disparos.
Zack Barth, asistente legislativo del representante Roger Williams de Texas, recibió un disparo en la pantorrilla; Fue tratado en el hospital y dado de alta. El propio Williams no recibió un disparo, pero se lesionó el tobillo mientras saltaba a un dugout durante el ataque. Williams, un exjugador de las ligas menores de béisbol que es el entrenador del equipo republicano, planea viajar a Texas después del partido para que su médico vea la lesión.

## Perpetrador
La policía identificó al tirador como James Thomas Hodgkinson (12 de diciembre de 1950-14 de junio de 2017), de 66 años de edad, cuya última residencia permanente estaba en Belleville, Illinois. Fue gravemente herido en el tiroteo y transportado al George Washington University Hospital, donde murió de sus lesiones.
El alguacil del condado de St. Clair dijo que los ayudantes habían sido llamados a la casa de Hodgkinson alrededor de media docena de veces en los últimos 20 años. En 2006, Hodgkinson fue acusado de haber golpeado a su hija de crianza y acusado de violencia doméstica, aunque el caso fue desestimado cuando la presunta víctima se negó a declarar. Si Hodgkinson hubiera sido condenado, no habría podido comprar armas de fuego legalmente. En marzo de 2017, un vecino llamó a la policía para quejarse de que Hodgkinson disparaba un rifle contra los árboles en su vecindario residencial. Los oficiales que respondieron revisaron el permiso de armas de Hodgkinson, luego le aconsejaron que no disparara en la zona, pero no se realizó un arresto.
Hodgkinson poseía un negocio de inspección de hogares que tenía una licencia caducada en el momento del tiroteo. Su esposa todavía vive en su hogar de Belleville. Los investigadores creen que había estado viviendo en una furgoneta en Alexandria durante unas seis semanas en el momento del tiroteo. Testigos dicen que estacionó a menudo la furgoneta cerca del campo de béisbol y de YMCA, y era un visitante frecuente al YMCA.
Hodgkinson había hecho campaña por Bernie Sanders (I-VT) durante las elecciones presidenciales de Estados Unidos de 2016, y fue descrito por un compañero de campaña en Iowa como un «tipo tranquilo, muy suave, muy reservado». El congresista republicano Mike Bost, que representa el distrito de origen del tirador, dijo que Hodgkinson había entrado en contacto con su oficina 10 veces, pero «nunca con ninguna amenaza, solamente cólera».
El 22 de mayo de 2017, Hodgkinson escribió «Trump es un traidor, Trump ha destruido nuestra democracia, es hora de destruir a Trump & Cia» por encima de su repost de una petición de Change.org exigiendo el «retiro legal» de Trump y el vicepresidente Mike Pence por «traición». Pertenecía a un grupo de Facebook llamado «Terminate the Republican Party» («Terminar el Partido Republicano»).
El FBI, que se hizo cargo de la investigación, dijo el 14 de junio que era demasiado temprano en la investigación para atribuir un motivo para los disparos. Hizo una petición al público para obtener información sobre Hodgkinson.

## Reacciones
El ataque provocó una respuesta bipartidista, ya que muchos políticos enviaron inmediatamente notas expresando su ira por el tiroteo, sus deseos de recuperación por los heridos y su gratitud a la policía. Las noticias del tiroteo y de las lesiones alcanzaron rápidamente a los jugadores demócratas del béisbol del congreso, que estaban en su propia práctica cuando ocurrió. Se reunieron en el dugout para orar por los heridos.
El presidente Donald Trump emitió una declaración diciendo: «Estamos profundamente tristes por esta tragedia. Nuestros pensamientos y oraciones están con los miembros del Congreso, su personal, la Policía del Capitolio, los primeros socorristas y todos los demás afectados». El presidente Trump y su esposa Melania visitó a Scalise y a Crystal Griner en el hospital.
El presidente de la Cámara Paul Ryan (R-WI) se dirigió a la Cámara de Representantes antes de la sesión de la tarde y dijo: «Un ataque contra uno de nosotros es un ataque contra todos nosotros». Los miembros de ambas partes se pusieron de pie en aplausos a sus observaciones.
La exrrepresentante Gabrielle Giffords (D-AZ), que sobrevivió a un tiro en la cabeza en un evento constituyente en 2011, envió un tuit, «Mi corazón está con mis excompañeros, sus familias y personal, y la Policía del Capitolio de los Estados Unidos — servidores públicos y héroes hoy y todos los días».
Horas después del tiroteo, el senador Bernie Sanders respondió en el piso del Senado a las noticias de que el tirador era un voluntario de campaña para su campaña presidencial de 2016:

«Acabo de enterarme que el presunto tirador en la práctica republicana de béisbol es alguien que al parecer se ofreció como voluntario en mi campaña presidencial. Yo estoy enfermo por este acto despreciable. Quiero ser tan claro como puedo ser, la violencia de cualquier tipo es inaceptable en nuestra sociedad y condeno esta acción en los términos más fuertes posibles. El verdadero cambio sólo puede producirse a través de la acción noviolenta y cualquier otra cosa va en contra de nuestros valores estadounidenses más profundos».

## Juego de béisbol del Congreso de 2017
Los líderes del Congreso anunciaron el miércoles por la tarde que el juego de béisbol del Congreso, que se juega para la caridad, tendría lugar como estaba programado al día siguiente y no se pospondría a causa del ataque.
El juego anual usualmente ha atraído a una multitud de cerca de 10 000 personas, pero dentro de las 24 horas posteriores al atentado, se han vendido más de 20 000 boletos, con lo que se han recaudado más de un millón de dólares para fines benéficos. David Bailey, uno de los dos policías del Capitolio heridos en el tiroteo, realizó el primer lanzamiento. Bailey, que tuvo que depender de muletas debido a la lesión, recibió una ovación de pie de la muchedumbre agrupada en el Nationals Park. El equipo demócrata derrotó al equipo republicano 11-2, pero entregaron el trofeo a los republicanos hasta que Scalise se recupere.